# Asteroidbrytning

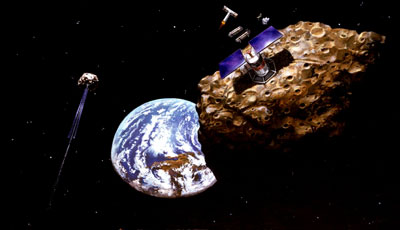
Konstnärs föreställning av asteroidbrytning.

Med asteroidbrytning menas processen att utvinna råvaror från asteroider och andra småplaneter, inklusive jordnära objekt. Det har diskuterats länge. Fenomenet har varit vanligt i science fiction.

### Fotnoter
1. ↑  Mira Hjort (24 april 2012). ”Nu ska gruvdrift i rymden bli verklighet”. Svenska dagbladet. http://www.svd.se/nu-ska-gruvdrift-i-rymden-bli-verklighet. Läst 9 september 2015.
2. ↑  Thomas von Heijne (23 januari 2013). ”Gruvdrift i rymden - snart inte bara science-fiction”. Sveriges Television. http://www.svt.se/nyheter/vetenskap/gruvdrift-i-rymden-snart-inte-bara-science-fiction. Läst 9 september 2015.